# Walerij Wojkin
Walerij Wojkin (ur. 14 października 1945) – lekkoatleta specjalizujący się w pchnięciu kulą, który reprezentował Związek Radziecki.
Dwukrotnie zdobywał medale halowych mistrzostw Europy: Sofia 1971 (srebro) oraz Katowice 1975 (brąz). Wojkin ma na swoim koncie dwa krążki uniwersjady: w 1970 roku zdobył srebro, a trzy lata później brąz. Dwukrotnie (w 1971 i 1974) był 5. podczas mistrzostw Europy na stadionie. Trzeci zawodnik Finału A pucharu Europy (1975). Ośmiokrotny złoty medalista mistrzostw Związku Radzieckiego, wielokrotny rekordzista kraju. 
Rekordy życiowe: stadion – 20,78 (2 sierpnia 1979, Charków); hala – 20,76 (29 stycznia 1983, Leningrad).